# Gianni Alfani
Gianni Alfani (XIIIe, Florence - ...) est un poète italien appartenant au mouvement dolce stil novo.

## Biographie
Né à Florence (entre 1272 et 1283)   de la famille des banquiers Alfani, Gianni Alfani fut actif à la fin du XIIIe et au début du  XIVe siècle.

## Éditions et bibliographie
- Gianfranco Contini, Poeti del Duecento, Milan-Naples, 1960.
- Santorre Debenedetti, Notizie biografiche di rimatori italiani del sec. XIII, dans Giornale storico della letteratura italiana, 1907.